# Nordische Tischtennismeisterschaft 1951
Die Nordische Tischtennismeisterschaft 1951 war die zweite Austragung des von der North European Table Tennis Union (NETU) ausgerichteten Wettbewerbs, die am 17. und 18. November 1951 in der finnischen Hauptstadt Helsinki stattfand.

## Medaillengewinner
| Disziplin    | Gold                                                    | Silber                                                     | Bronze                                                       |
| ------------ | ------------------------------------------------------- | ---------------------------------------------------------- | ------------------------------------------------------------ |
| Herreneinzel | Bengt Grive                                             | Stig Elmblad                                               | Helmuth Jespersen Curt Skaj                                  |
| Dameneinzel  | Inga Brehmer                                            | Signhild Tegner                                            | Annikki Ollikainen Vif Paaschburg                            |
| Herrendoppel | Stig Elmblad Bengt Grive                                | Bo Malmquist Curt Skaj                                     | —                                                            |
| Damendoppel  | Inga Brehmer Signhild Tegner                            | Gerda Münster Vif Paaschburg                               | —                                                            |
| Mixed        | Stig Elmblad Signhild Tegner                            | Bengt Grive Inga Brehmer                                   | —                                                            |
| Herrenteam   | SchwedenStig Elmblad Bengt Grive Bo Malmquist Curt Skaj | DänemarkHelmuth Jespersen Knud Runchel Thorkild Sønnichsen | FinnlandAri Huttunen Evald Lindroos Niilo Vehkamo            |
| Damenteam    | SchwedenInga Brehmer Signhild Tegner                    | DänemarkGerda Münster Vif Paaschburg                       | FinnlandElse-Maj Karhumäki Doris Lindblad Annikki Ollikainen |

## Erfolgreichste Teilnehmer
| Platz | Teilnehmer      | Gold | Silber | Bronze | Gesamt |
| ----- | --------------- | ---- | ------ | ------ | ------ |
| 1.    | Inga Brehmer    | 3    | 1      | 0      | 4      |
| 1.    | Stig Elmblad    | 3    | 1      | 0      | 4      |
| 1.    | Bengt Grive     | 3    | 1      | 0      | 4      |
| 1.    | Signhild Tegner | 3    | 1      | 0      | 4      |
| 5.    | Curt Skaj       | 1    | 1      | 1      | 3      |
| 6.    | Bo Malmquist    | 1    | 1      | 0      | 2      |

## Medaillenspiegel
| Platz | Land     | Gold | Silber | Bronze | Gesamt |
| ----- | -------- | ---- | ------ | ------ | ------ |
| 1.    | Schweden | 7    | 4      | 1      | 12     |
| 2.    | Dänemark | 0    | 3      | 2      | 5      |
| 3.    | Finnland | 0    | 0      | 3      | 3      |
| 4.    | Norwegen | 0    | 0      | 0      | 0      |